# 파이어폭스 싱크
파이어폭스 싱크(Firefox Sync) 또는 이전 이름인 모질라 위브(Mozilla Weave)는 모질라 파이어폭스를 위한 부가기능이다. 파이어폭스 싱크는 북마크, 방문기록, 설정, 비밀번호, 입력된 폼과 여러 컴퓨터에서 열었던 25개의 탭중 사용자가 허용한 항목을 동기화한다. 파이어폭스 싱크는 모질라 서버에 사용자의 데이터를 보관하는데, 그 데이터들은 제 3자나 모질라도 유저 데이터에 접근할 수 없도록 암호화된다.
모질라는 자신의 동기화 데이터를 호스트하는 것을 선호하는 사용자나 기업을 위해 파이어폭스 싱크와 함께 사용할 수 있는 두 가지의 동기화 서버를 제공한다. 위브 서버 1.0(2010년 1월 출시)는 대용량 데이터를 위해 만들어진데 반해 위브 미니멀 서버(2009년 9월중 발표예정)는 집에서 사용하거나 친구들 사이에서 사용하는 등의 보통의 브라우저 데이터 공유를 위해 사용된다.
파이어폭스 3.x부터 애드온으로 사용가능했으며, 파이어폭스 4.0부터는 기본적으로 파이어폭스 싱크가 브라우저 내에 포함된다.

## 파이어폭스 홈
파이어폭스 홈(Firefox Home)은 파이어폭스 싱크 기술을 바탕으로 한 아이폰이나 아이팟 터치를 위한 애플리케이션으로, 사용자가 허용한 각각의 기기에서 파이어폭스 방문 기록이나 북마크 또는 최근의 탭에 접속할 수 있으며, 파이어폭스의 주소 바인 "Awesomebar"가 포함되어 있다. 파이어폭스 홈은 브라우저가 아니어서, 애플리케이션은 웹킷 웹 뷰어 또는 사파리에서 페이지를 시작한다.

## 문제점
동기화 데이터가 갑자기 사라져버리는 문제점이 있다.